# オカダヤ

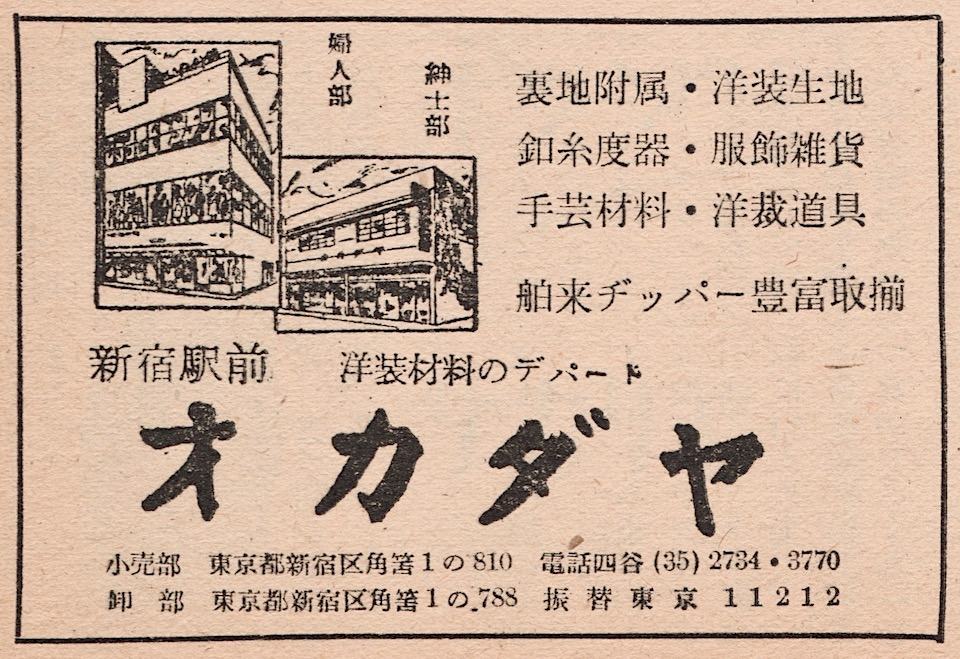
1954年のオカダヤの広告

株式会社オカダヤは、東京都新宿区に本社を置く手芸用品やランジェリーを販売する企業。

## 概要
当初はボタン専門店。戦後の店舗焼失後にともない増床し総合服飾材料店として開業。 
また、都内の駅ビルを中心にランジェリーファンデーションの小売店intesucre（アンテシュクレ）を展開しているが、新宿本店に限り地下1階に「パールピンク」というボンデージやSMグッズ、セクシーランジェリーなどのコスチューム雑貨も展開している。
また手芸部門では、mano　creare（マーノクレアール）という生活提案型の小型店も多く出店している。

## 店舗業態

### ホビーショップ
- 新宿オカダヤ
- mano creare(マーノ クレアール)
- HOBBY SCRANBLE(ホビースクランブル)

### ランジェリーショップ
- アンテシュクレ
- モアオカダヤ
- パールピンク